# 鞆田荘
鞆田荘（ともだのしょう）は、伊賀国阿拝郡（現在の三重県伊賀市上友田・中友田・下友田）にあった荘園。

## 概要
元は湯船荘の一部であったが、東大寺領の玉滝杣の住人が開発したことから、11世紀中期には国衙より東大寺の寺封に対する便補とすることが認められていたが、一方で伊勢平氏も同地への進出を図っており、承徳元年（1097年）に平正盛が白河院の愛娘媞子内親王の菩提を弔うために創建された六条院に寄進した。このことが、伊勢平氏と東大寺の対立を招き、保安2年（1121年）以降、長い相論に至った。寿永2年（1183年）、平家（伊勢平氏）が京都を追われてその所領が平家没官領として没収されると、東大寺と六条院、それに没官を機に公領回復を目指す国衙が対立したが、後白河院が東大寺領として認め、続いて貞応元年（1222年）には後高倉院が改めて六条院の主張を却下した。以後、東大寺領として展開されていくが、南北朝時代には悪党の押領が進み、応永年間を最後に姿を消すことになる。